# NGC 108
NGC 108 ist eine linsenförmige Radiogalaxie vom Hubble-Typ SB0 im Sternbild Andromeda am Nordsternhimmel. Sie ist schätzungsweise 221 Millionen Lichtjahre von der Milchstraße entfernt und hat einen Durchmesser von etwa 150.000 Lichtjahren. Vom Sonnensystem aus entfernt sich das Objekt mit einer errechneten Radialgeschwindigkeit von näherungsweise 4.800 Kilometern pro Sekunde.
Gemeinsam mit fünf weiteren Galaxien bildet sie die NGC 108-Gruppe oder Lyons Groups of Galaxies LGG 5. 
Das Objekt wurde am 11. September 1784 von dem deutsch-britischen Astronomen Wilhelm Herschel entdeckt.

## NGC 108-Gruppe (LGG 5)
| Galaxie  | Alternativname | Entfernung/Mio. Lj |
| -------- | -------------- | ------------------ |
| NGC 97   | PGC 1442       | 220                |
| NGC 108  | PGC 1619       | 221                |
| PGC 1544 | CGCG 500-015   | 220                |
| PGC 1552 | UGC 234        | 216                |
| PGC 1578 | MCG 05-02-011  | 224                |
| PGC 1913 | UGC 310        | 215                |